# Biblioteka Narodowa Parlamentu Gruzji
Biblioteka Narodowa Parlamentu Gruzji (gruz. საქართველოს პარლამენტის ეროვნული ბიბლიოთეკა, Sakartwelos Parlamentis Erownuli Biblioteka) – biblioteka narodowa Gruzji w Tbilisi.

## Historia
W 1846 roku powstała Biblioteka Publiczna Tbilisi, założona przez Biuro Gubernatora Generalnego. W 1848 roku biblioteka otrzymała zbiory Towarzystwa Szerzenia Umiejętności Czytania wśród Gruzinów założonego przez Dimitriego Kipianiego. W 1859 roku zbiory biblioteki liczyły 13 260 woluminów w dziewiętnastu językach. W 1851 roku z powodu powiększania się zbiorów zbudowano nowy budynek. W 1852 roku biblioteka otrzymała prawo do otrzymania dwóch bezpłatnych kopii wszystkich publikacji drukowanych na Kaukazie. W 1868 roku połączono Bibliotekę Publiczną w Tbilisi z Muzeum Kaukazu, a w 1913 zmieniono nazwę na Biblioteka Naukowa Muzeum Kaukazu.
W 1923 roku nastąpiła kolejna zmiana nazwy na Państwowa Biblioteka Publiczna Gruzji. W 1937 roku do biblioteki zostały przekazane zbiory Towarzystwa Upowszechniania Umiejętności Literackich, które funkcjonowało w latach 1880–1927, a kolekcja ta stała się podstawą zbiorów narodowych biblioteki.
W 1955 roku nastąpiła kolejna zmiana nazwy na Państwowa Biblioteka Republiki, a od 1990 roku na Biblioteka Narodowa Gruzji. 25 grudnia 1996 roku stała się Biblioteką Narodową Parlamentu Gruzji.
Od 1931 roku biblioteka mieści się w budynku dawnego banku nieruchomości ziemskich. Współcześnie jest to jeden z pięciu budynków, w których mieści się biblioteka.
W 2014 roku Gruzja uchwaliła prawo o egzemplarzu obowiązkowym. Zgodnie z nim każdy wydany druk powinien być w 4 egzemplarzach przekazany do bibliotek regionalnych, a Biblioteka Narodowa otrzymała prawo do 3 egzemplarzy.

## Budynek dawnego banku
Gmach dawnego banku powstał na podstawie projektu opracowanego przez Henryka Hryniewskiego i rosyjskiego architekta Anatolija Kalgina. Wygrali oni konkurs ogłoszony w 1912 roku, którego warunkiem było zaprojektowanie gmachu w stylu gruzińskim. Budowa trwała trzy lata i w 1915 roku budynek oddano do użytku, ale bank działał w nim krótko, bo do nacjonalizacji w 1917 roku. Hryniewski, który był profesorem miejscowej Akademii Sztuk Pięknych, zaprojektował dekoracje wnętrz budynku. Można w nich odnaleźć elementy nawiązujące do tradycyjnej kultury gruzińskiej. Budynek obecnej Biblioteki i jej dekoracje miały wpływ na powstanie gruzińskiej szkoły architektoniczno-dekoracyjnej. Stały się bowiem wzorem do naśladowania dla gruzińskich architektów. Według ekspertów budynek ten jest najlepszym przykładem interpretacji narodowego dziedzictwa architektonicznego Gruzji.

## Biblioteka Polska
W listopadzie 2018 roku w budynku Narodowej Biblioteki Parlamentu Gruzji została otwarta Biblioteka Polska. Otwarcie miało miejsce w 80 rocznicę śmierci Hryniewskiego, który został rozstrzelany w ramach tzw. akcji polskiej przez sowietów. Zbiory umieszczono w budynku głównym nadając Sali Sztuki i Literatury Polskiej imię Henryka Hryniewskiego. Znalazły się tam polonika znajdujące się w zbiorach Biblioteki Narodowej Parlamentu Gruzji oraz księgozbiór związany z Polską i stosunkami polsko-gruzińskimi. Remont sali sfinansowała Ambasada Polska w Gruzji.

## Biblioteka cyfrowa
W ramach pakietu oprogramowania do budowy i dystrybucji cyfrowych kolekcji bibliotecznych Greenstone, który został opracowany i jest rozpowszechniany we współpracy z UNESCO w Gruzji powstała cyfrowa kolekcja literatury gruzińskiej. Zdigitalizowano i udostępniono utwory wszystkich znanych autorów gruzińskiej literatury klasycznej.
W ramach biblioteki cyfrowej Iverieli zostały zdigitalizowane i udostępnione czasopisma, gazety, zdjęcia i rzadkich wydania pochodzące ze zbiorów  Biblioteki Narodowej Parlamentu Gruzji.

## Muzeum Książki
W listopadzie 2017 roku w bibliotece zostało otwarte Muzeum Książki, w którym umieszczono stałą wystawę rzadkich książek. W jednej sali jest pokazywana kolekcja najstarszych druków gruzińskich, w tym słownik gruzińsko-włoski z 1629 roku wydany w Rzymie. W drugiej sali umieszczono egzemplarze Rycerza w tygrysiej skórze wraz z przekładami na języki obce. W kolejnej sali zrekonstruowano gabinet Ilii Czawczawadze wraz z biblioteczką, a w kolejnej pokazano zbiory francuskiego orientalisty Marie-Félicité Brosseta.